# Kathiraveli
Kathiraveli est une ville du district de Batticaloa, au Sri Lanka. Elle est située à environ 75 km au nord-ouest de Batticaloa.